# Anguria reggiana
L'anguria reggiana è un prodotto agroalimentare tipico italiano, originario della provincia di Reggio Emilia. Nel 2016 ha ottenuto dall'Unione europea il riconoscimento di indicazione geografica protetta (IGP).

## Storia
La coltura dell'anguria nella bassa pianura reggiana è nota fin dal XVI secolo: diversi documenti rinascimentali decantano infatti la qualità del prodotto coltivato in queste terre.
Fino al XVIII secolo rimase un alimento riservato alla nobiltà, ma in seguito andò sviluppandosi la sua coltivazione all'interno della tenuta latifondistica dei conti Greppi (in seguito chiamata Cooperativa Braccianti e successivamente Cooperativa Agricola di Santa Vittoria) a Santa Vittoria, frazione di Gualtieri nota come il "paese dei cento violini". Molto nota in passato era infatti la cultivar detta Anguria di Santa Vittoria (in dialetto reggiano: Angoria Fojasa o Nostrana), oggi quasi completamente scomparsa.
In seguito le piantagioni di anguria andarono diffondendosi anche nelle campagne bonificate tra Guastalla e Novellara.
Già durante il Risorgimento iniziò ad essere esportato verso gli altri stati preunitari, facendosi apprezzare nei mercati di Milano, Genova e delle regioni limitrofe, fino ai paesi d'oltralpe nel XX secolo.
La Guida gastronomica d'Italia edita nel 1931 dal Touring Club Italiano segnalò la presenza di «angurie (cocomeri) e meloni zuccherini, detti ramparini», in particolare nelle zone di Gualtieri e Guastalla. Altre aree in cui si è sviluppata la cultura tradizionale dell'anguria sono Novellara, Santa Vittoria, Poviglio e Cadelbosco di Sopra, Rio Saliceto e Cà de' Frati. Nelle campagne reggiane sono presenti capanni (casôt) dell'inizio del XX secolo costruiti in materiali naturali (legno e frasche), in cui si consumava e si vendeva l'anguria a fette.
Negli anni 1960 l'anguria reggiana divenne particolarmente nota: nelle riviere romagnola e ligure vi erano molte rivendite che esponevano cartelli per la vendita della "Anguria di Santa Vittoria".
In seguito, i produttori della zona si sono specializzati ed associati per promuovere, difendere, valorizzare e tutelare la produzione e la commercializzazione dell'«Anguria Reggiana». Dal 1975 si svolgono diverse feste, sagre, eventi e competizioni locali per promuovere il prodotto, premiare l'anguria più grande e quella con il tenore zuccherino più elevato.
Fino agli anni 1990 nella città di Reggio Emilia esistevano "chioschi" di cocomeri con sedie e tavoli.
Nel luglio 2012, durante la manifestazione Miss anguria a Novellara, è stata esposta un'anguria del peso di 139,6 kg che le ha valso la conquista del record ufficiale dell'anguria più pesante del mondo. Il primato è stato battuto l'anno successivo da un coltivatore statunitense.

## Caratteristiche
( Giovanni Battista Ferrari, Vocabolario reggiano-italiano, Torreggiani, 1832.)
L'anguria reggiana IGP è prodotta dalle seguenti cultivar:
- Ashai Mijako:  frutto tondo con buccia di color verde-grigio e sovrastriature di colore verde scuro; peso variabile dai 5 kg ai 12 kg;
- Crimson: frutto ovale con buccia di colore verde medio brillante e sovrastriature di color verde scuro; peso variabile dai 7 kg ai 16 kg;
- Sentinel: frutto allungato; buccia di colore verde medio brillante e sovrastriature di color verde scuro; peso variabile dai 7 kg ai 20 kg.

Caratteristica peculiare dell'Anguria Reggiana IGP è il sapore particolarmente dolce della polpa, dovuto alla crescita su terreni argillosi e calcarei ricchi di potassio: il tenore zuccherino è infatti maggiore di 11° Brix per la tipologia Ashai Mijako e 12° Brix per le tipologie Crimson e Sentinel.
Tutte le varietà presentano una polpa croccante, soda e di colore rosso vivo a maturazione completa.

## Zona di produzione
La zona di produzione dell'anguria reggiana include una ventina di comuni di pianura della provincia di Reggio Emilia settentrionale: Bagnolo in Piano, Cadelbosco di Sopra, Campagnola, Castelnovo Sotto, Correggio, Fabbrico, Novellara, Poviglio, Rio Saliceto e San Martino in Rio, oltre a parte della superficie di Boretto, Brescello, Campegine, Gattatico, Gualtieri, Guastalla, Reggio Emilia, Reggiolo, Rolo e Rubiera.